# Be All My Sins Remember'd (Zvezdna vrata: Atlantida)
Be All My Sins Remember'd je 71. epizoda znanstvenofantastične TV-serije Zvezdna vrata: Atlantida oz. 11. epizoda njene četrte sezone. Prvič je bila predvajana na ameriškem Sci Fi Channel 4. januarja 2008.

## Vsebina
V tej epizodi uspe McKayu usposobiti napravo za sledenje replikatorjem, zaradi česar kasneje bojni ladji Dedalus in Apollo povzročita replikatorski floti kar nekaj izgub. Ko replikatorji ugotovijo, da iz njim neznanega razloga znajo na Atlantidi slediti, razvije McKay z uporabo starodavne tehnologije izdelovanja nanitov (robotkov v velikosti nanometra) posebne nanite, ki ob aktivaciji sprožijo specifično magnetno polje, ki privlači vse ostale nanocelice.
Ker imajo replikatorji preko 30 ladij, ki stražijo planet, polkovnik prepriča enega ujetega Wraitha za dodatne ladje. Ta je nad idejo navdušen, ker sam slabo preneša replikatorje in jim kasneje priskrbi 7 panjskih ladij. Med vračanjem na Altantido jih preseneti bojna ladja, ki je kopija replikatorskih bojnih ladij. Kmalu ugotovijo, da so na ladji popotniki, ki jih Shepard tudi kmalu prepriča v sodelovanje proti replikatorjem, saj so zaradi replikatorjev tudi oni izgubili precej trgovskih zaveznikov. Proti koncu epizode je zako zbrana flota 7 panjskih ladij, 2 zemeljskih boljih ladij, 1 starodavna bojna ladja in okoli 5-6 križark popotnikov.
Mckayev načrt je uspešen, saj s svojim magnetnim replikatorjem uspe združiti vse replikatorje v super-gmoto, ki jo kasneje uniči z detonacijo celotnega planeta.